# Lądowisko Zakrzewo
Lądowisko Zakrzewo – lądowisko śmigłowcowe w Zakrzewie, w gminie Dopiewo w województwie wielkopolskim, położone przy ul. Olszynowej. Przeznaczone jest do wykonywania startów i lądowań śmigłowców o długości do 13 m, o dopuszczalnej masie startowej do 5700 kg zarówno w dzień jak i w nocy. 
Zarządzającym lądowiskiem jest firma ALSI Przedsiębiorstwo Instalacji Przemysłowo-Sanitarnych. Oddane do użytku zostało w roku 2006 i jest wpisane do ewidencji lądowisk Urzędu Lotnictwa Cywilnego pod numerem 33.